# Мавромихали, Стефан
Стефан Ксантович (встречается вариант Георгиевич. В большинстве других источников отчество не приводится) Мавромихали (также Стефан-бей Мавромихали, греч. Στέφανος Μαυρομιχάλης; 1734 год, Мани, Пелопоннес, Османская Империя — 24 Февраля 1801 года, Таврическая губерния). Один из руководителей антитурецкого восстания в Морее 1770 года, впоследствии — российский полковник, командующий греческими военными формированиями в Крыму, георгиевский кавалер.

## Биография
Стефан Ксантович происходил из древнего рода правителей горной области Мани в Морее — Мавромихали. Родился в 1734 году в портовом городе Итилон. К 1760-м годам выдвинулся в лидеры освободительного движения греков-майнотов против османского владычества, имел сношения с главой внешней политики России Н. И. Паниным и послом России на Балканах Папазоли (Георгиос Папазолис), который три месяца «гостил» в Морее у братьев Мавромихали. После прихода в Эгейское море архипелагской экспедиции графа А. Г. Орлова, Мавромихали возглавил восстание против турок, командовал так называемыми «Спартанскими легионами», за участие в Чесменском сражении был награждён Большой золотой медалью. После поражения восстания посетил Петербург, где встречался с Екатериной II. В результате этого визита появился указ от 28 марта 1775 года на имя графа Орлова-Чесменского 
Божью милостью, Мы, Екатерина II Императрица и Самодержица Всероссийская и проч., и проч., и проч., и проч. Нашему генералу Алексею Орлову: Всемилостивейше рассматривая поднесенное Нам от имени всех служащих при флоте под предводительством вашим греков прошение: майора Константина Георгия и капитана Стефана Мавромихали, — находим, что утверждённая свидетельством Вашим похвальная их к Нам и отечеству Нашему служба учиняет достойными всемилостивейшего Нашего уважения, что и исполняем Мы силою сего, повелеваем вам не только всем тем, кои и честь и славу победоносного Нашего оружия в минувшую войну подвигами своими утверждали, но и родственникам их и словам всем благонамеренным объявить Высочайшим Нашем именем, что правосудие и природная Наша к общему добру склонность, приемлет их под праведный свой покров, чиня всем оным в отечестве Нашем прочное и полезнейшее со всем семейством их пристанище, и что человеколюбивое Наше сердце не престанет никогда о благосостоянии и пользе единоверного общества сего печься, изъявляя на первый случай по упомянутому прошению их Высочайшую Нашу волю…
Тем самым Мавромихали положил начало переселению греков из Архипелага в Россию, лично осмотрел выделявшиеся им земли в Крыму и Причерноморье. Также, с его подачи, грекам было разрешено сформировать национальные войсковые подразделения — греческие пехотные полки, батальоны, дивизионы и роты, предназначавшиеся для охраны новоприобретённого побережья от турок. Мавромихали был первым командиром Балаклавского греческого батальона.
Мавромихали, в чине полковника, продолжил службу в России, был сподвижником Потёмкина и Суворова, причислен к российскому дворянству, получил в Крыму имения в Чоргуне, Бурлюке, Керменчике и Лаках.
26 ноября 1793 года Степан Мавромихали был награждён орденом Святого Георгия 4 степени.
Скончался Стефан Мавромихали 24 февраля 1801 года в своём имении в Керменчике. Похоронен в Балаклавском Георгиевском монастыре.

## Семья
Стефан Мавромихали был женат на гречанке Фотинье Стамати, в семье Мавромихали был один сын — Павел (1770—1822), служивший вначале на флоте, под командованием Ф. Ф. Ушакова, затем на гражданской службе, где был одним из ближайших помощников строителя Одессы герцога Ришельё. После смерти Павла мужская линия российской дворянской ветви рода Мавромихали пресеклась, так как его единственный сын Константин (1804—1810) умер в детстве. Также у Павла Стефановича от брака с гречанкой Ксенией Мануйловной Дмитриевой (1785—1851) было шесть дочерей, через которых семейство породнилось со многими известными российскими фамилиями.
- Мария Павловна (1809—1849), жена генерала К. Н. Анастасьева, их сын Александр, член Государственного Совета.
- Екатерина Павловна (1810—1855), жена Михаила Ивановича Бларамберга.
- Елизавета Павловна (1813— ?), жена Петра Феодосьевича Ревелиоти, сына Ф. Ревелиоти.
- Анна Павловна (1814— ?)
- Александра Павловна (1815— ?), жена Ильи Андреевича Кази (1804—1886), их сын Михаил, организатор российского судостроения.
- Елена Павловна (1817—1876), с 1840 года жена генерала И. Ф. Бларамберга, их сын Павел, композитор, а дочь Елена, русский прозаик, переводчик.